# Robert Chalmers
Robert Chalmers, primer baró de Chalmers, GCB PC (Stoke Newington, 18 d'agost de 1858 - 17 de novembre de 1938), va ser un alt funcionari britànic, i un estudiós del pali i del budisme.

## Biografia
Robert Chalmers va nàixer a Stoke Newington, Middlesex, el 1858, fill de John i de Julia Chalmers (nascuda Mackay). Estudià a l'City of London School, and graduated from Oriel College, Oxford el 1881 with a B.A.
Va integrar el Ministeri d'Hisenda el 1882 i hi treballà com a secretari assistent al tresor de 1903 a 1907. He was then Chairman of the Board of Inland Revenue entre 1907 i 1911, i secretari permanent to the Treasury de 1911 a 1913. Al juny de 1913 Chalmers fou nomenat Governador de Ceilan, a post he held del 18 d'octubre de 1913 al 4 de desembre de 1915.

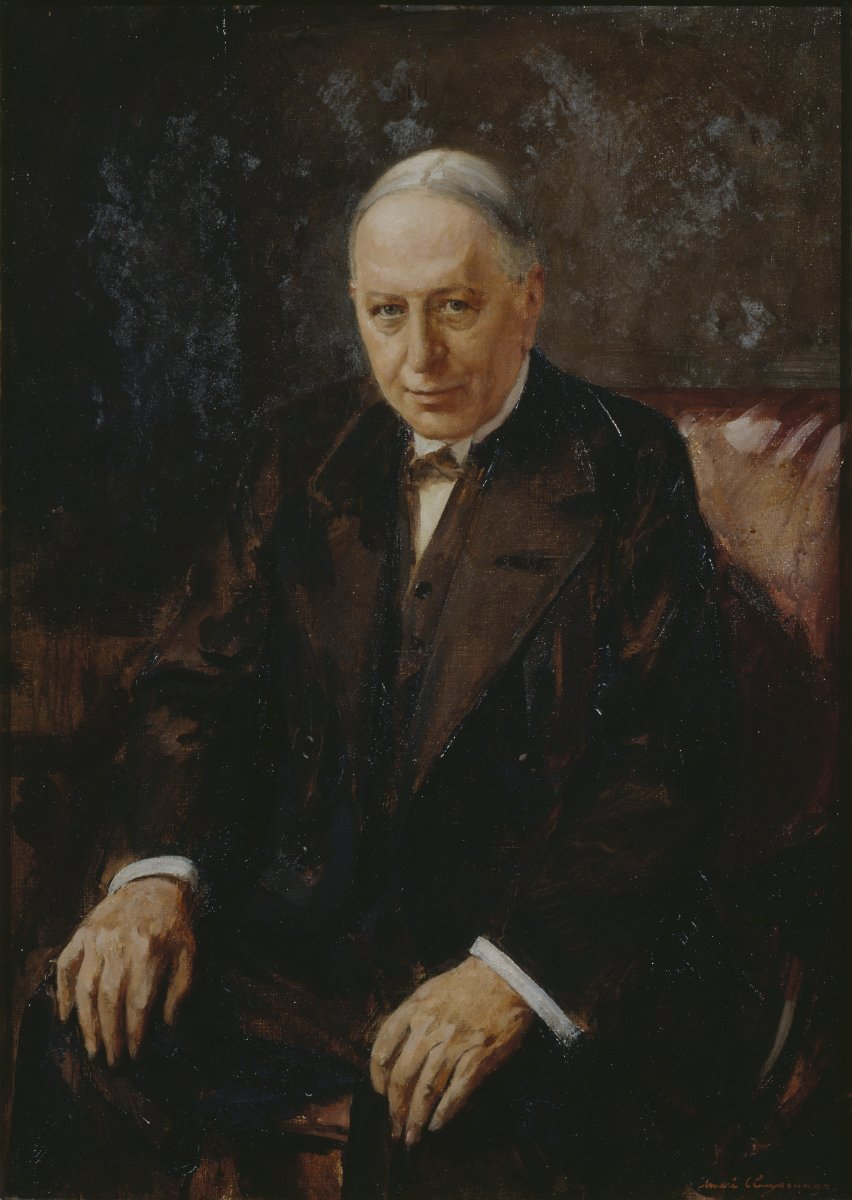
Retrat del baró de Chalmers, per André Cluysenaar, al voltant del 1920

Va ocupar breument la posició de sots-secretari del Lord Lloctinent d'Irlanda Lord Wimborne el 1916.
Aquell mateix any va ser admès al Irish Privy Council. Tornà després a Hisenda i hi va servir com a Joint Permanent Secretary to the Treasury de 1916 a 1919. El 1919 he was raised to the peerage as Baró Chalmers, de Northiam al Comtat de Sussex. He served as Master de Peterhouse, Cambridge de 1924 a 1931.
Chalmers es va casar el 1888 amb Maud Mary Piggott, la filla de John George Forde Piggott. Aquesta es va morir el 1923. Esposà més tard Iris Florence, filla de Sir John Biles i vídua of Robert Latta, el 1935. Els dos fills que va tenir de la seva primera muller, Ralph i Robert Chalmers, van morir tots dos durant la Primera Guerra Mundial (el mateix mes a més). La seva filla Mabel visqué fins als anys 1960. Lord Chalmers va morir al novembre de 1938, a l'edat de 80 anys, i amb ell s'acabà el títol de baró, ja que no tenia cap hereu mascle viu.